# Barcelos (gemeente in Portugal)
Barcelos is een gemeente in het Portugese district Braga.
De gemeente heeft een totale oppervlakte van 379 km² en telde 122.096 inwoners in 2001. De plaats Barcelos telt ongeveer 5.200 inwoners. De plaats is bekend van de legende over de Haan van Barcelos.

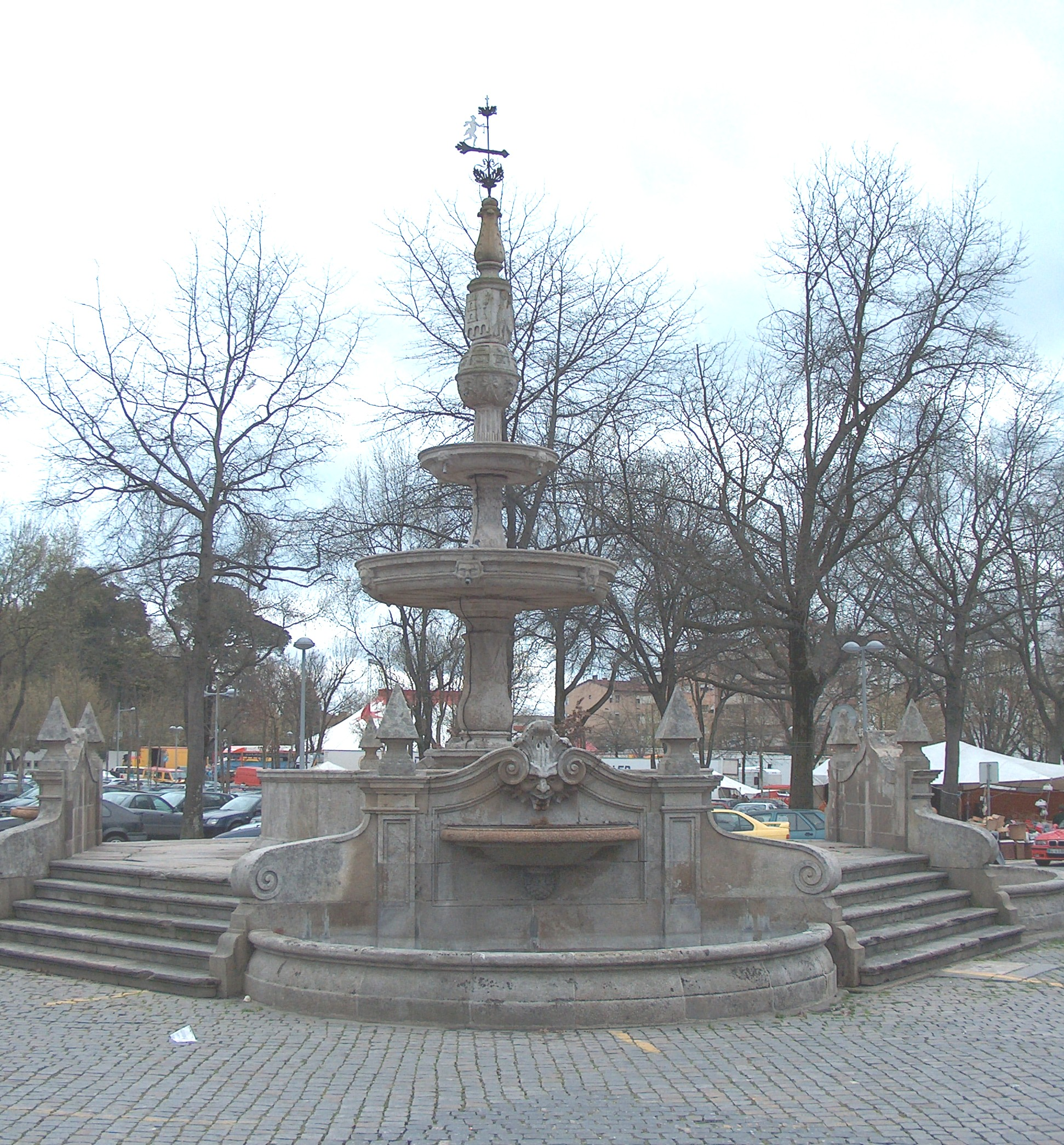

## Geboren
- Capucho (21 februari 1972), voetballer
- Hugo Viana (15 januari 1983), voetballer
- Domingos Gonçalves (13 februari 1989), wielrenner
- José Gonçalves (13 februari 1989), wielrenner
- Gisela Joao (6 november 1983), zangeres (Fadista)

## Plaatsen in de gemeente
De gemeente bestaat uit de volgende freguesias:
| - Abade de Neiva - Aborim - Adães - Aguiar - Airó - Aldreu - Alheira - Alvelos - Arcozelo - Areias - Areias de Vilar - Balugães - Barcelinhos - Barcelos - Barqueiros - Cambeses - Campo - Carapeços - Carreira - Carvalhal - Carvalhas - Chavão - Chorente - Cossourado - Courel - Couto - Creixomil - Cristelo - Durrães - Encourados - Faria - Feitos - Fonte Coberta - Fornelos - Fragoso - Gamil - Gilmonde - Góios - Grimancelos - Gueral - Igreja Nova - Lama - Lijó - Macieira de Rates - Manhente | - Mariz - Martim - Midões - Milhazes - Minhotães - Monte de Fralães - Moure - Negreiros - Oliveira - Palme - Panque - Paradela - Pedra Furada - Pereira - Perelhal - Pousa - Quintiães - Remelhe - Roriz - Santa Eugénia de Rio Covo - Santa Eulália de Rio Covo - Santa Leocádia de Tamel - Santa Maria de Galegos - Santo Estêvão de Bastuço - São João de Bastuço - São Martinho de Vila Frescaínha - São Martinho de Alvito - São Martinho de Galegos - São Pedro de Alvito - São Pedro de Fins de Tamel - São Pedro de Vila Frescaínha - São Veríssimo de Tamel - Sequeade - Silva - Silveiros - Tregosa - Ucha - Várzea - Viatodos - Vila Boa - Vila Cova - Vila Seca - Vilar de Figos - Vilar do Monte |

Amares · Barcelos · Braga · Cabeceiras de Basto · Celorico de Basto · Esposende · Fafe · Guimarães · Póvoa de Lanhoso · Terras de Bouro · Vieira do Minho · Vila Nova de Famalicão · Vila Verde · Vizela